# Zemplén Géza

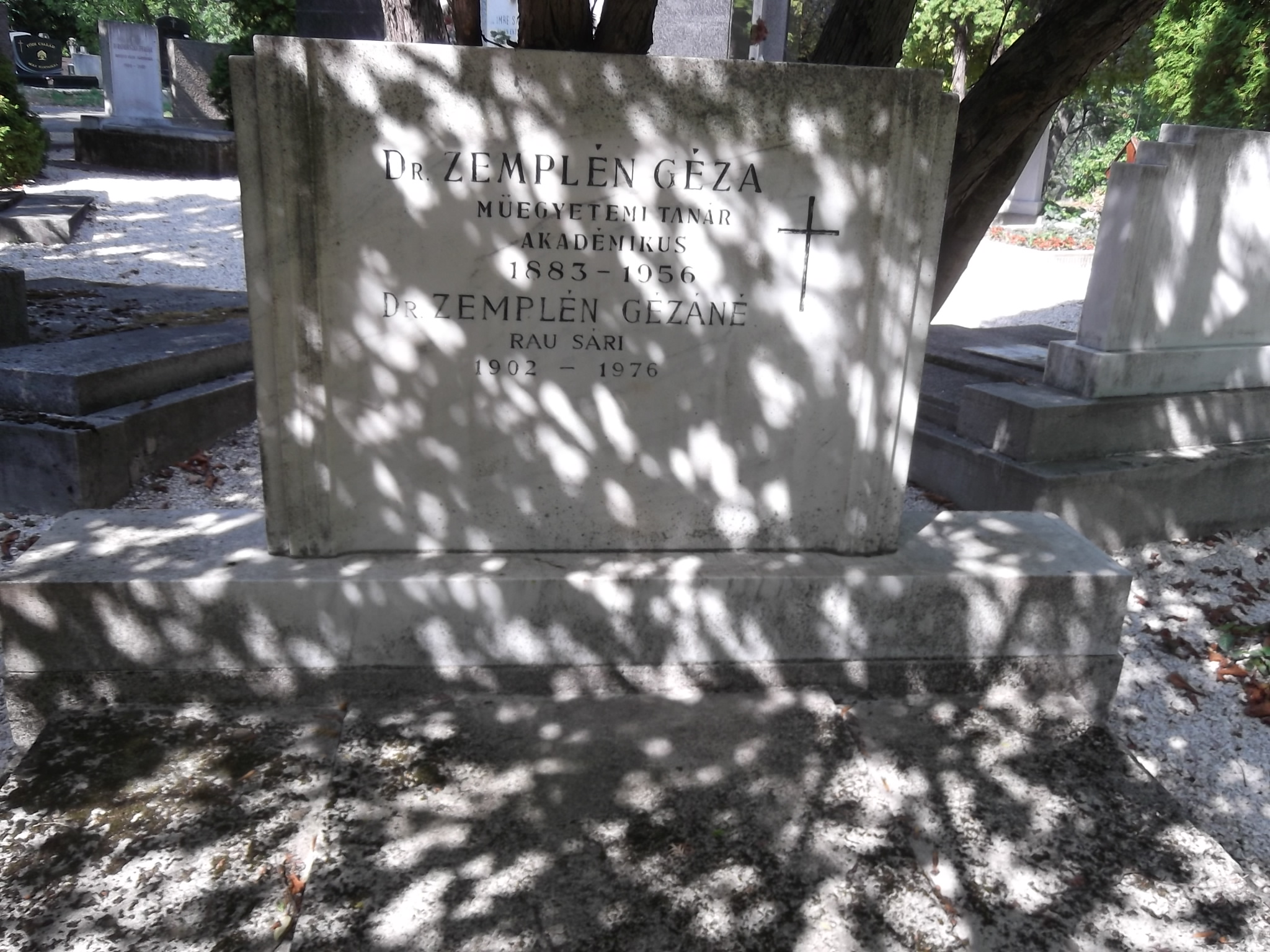
Zemplén Géza és felesége sírja a Farkasréti temetőben. (Akadémiai körönd: 1-23-24)

Zemplén Géza (teljes nevén: Zemplén Géza Gusztáv) (Trencsén, 1883. október 26. – Budapest, 1956. július 24.) Kossuth-díjas vegyész, bölcseleti doktor, a Királyi József Műegyetem tanára, az MTA tagja, Zemplén Győző öccse.

## Élete
Zemplén János és Vittlin Janka fiaként született, vallása római katolikus. Középiskolai tanulmányait Fiuméban elvégezvén, 1900-ban felvétetett a br. Eötvös József kollégiumba. Egyetemi tanulmányai alatt két ízben nyert pályadíjat tudományos dolgozataival. 1904-ben doktorátust tett és tanári gyakorlati éve után tanári oklevelet nyert. 1905-ben a selmecbányai bányászati és erdészeti főiskola erdészeti kémiai tanszékénél tanársegéd, majd 1906-ban adjunktus lett. 1907. május 7-én Budapesten házasságot kötött Heinrich Johanna Margit Friderikával, dr. Heinrich Károly és Turnovszky Emilia lányával, akitől 1920-ban elvált. Hogy az organikus kémiában tovább képezze magát, állami segéllyel két és fél évre Berlinbe ment, ahol a nagyhírű Emil Fischer tanítványa lett; aki másfél év múlva munkatársul hívta magánlaboratóriumába. Abderhalden, a biokémia kiváló képviselője, dolgozótársnak kérte fel Biochemisches Hand-lexikonához és Handbuch der b. Arbeitsmethoden c. munkája megírásához. 1910-ben visszatért Selmecbányára folytatni működését és időközben elnyerte az Országos Erdészeti Egyesület és a Vegyészeti Lapok pályadíjait. 1912-ben a budapesti tudományegyetemen magántanárrá habilitálták, 1913-ban kinevezték a József Műegyetem újonnan szervezett organikus kémiai tanszékére. 1915-től a Chinoin gyár tanácsadójaként dolgozott. 1920. február 12-én Budapesten újraházasodott: ezúttal a nála 10 évvel fiatalabb, református vallású Endrédy Natália (Endrédy Károly Zsigmond és Helfy Irma lánya) lett a felesége, aki később elhunyt. 1923-ban a Magyar Tudományos Akadémia levelező, 1927-ben rendes tagjai közé választotta, 1928-ban nyerte el a Magyar Tudományos Akadémia Nagydíját. Ez akkoriban a legmagasabb kitüntetés volt, amiben magyar tudós részesülhetett. 1932-ben kapta meg a Hunyadi Mátyás emlékére alapított Corvin-koszorút, hazai és külföldi tevékenysége elismeréseképpen. 1933. október 14-én Budapesten, az Erzsébetvárosban megint megnősült: ezúttal az 1902-es születésű, református vallású Rau Karolina Saroltát, Rau András Ernő és Kovács Irén Róza lányát vette feleségül. Az 1930-as és 1940-es években a természetben előforduló flavon-glikozidokkal kezdett foglalkozni, megoldotta számos vegyület szerkezetfelderítését, illetve azok teljes szintézisét. E vizsgálatok tudományos hátteret biztosítottak a növényekben előforduló hatóanyagok izolálására és ipari hasznosítására. 1940-ben a Német Kémikusok Egyesülete meghívta Berlinbe, hogy előadást tartson. A második világháború során is folytatta kutatásait, intézete azonban a harcok során csaknem teljesen elpusztult. 1946-ban a Magyar Tudományos Akadémia tiszteleti tagja lett. 1947-ben a washingtoni Georgetown University vendégprofesszora lett, egy esztendeig végzett itt kutatásokat. Miután hazatért, súlyos betegség lett rajta úrrá. 1948-ban kapta meg, a legelsők között, a Kossuth-díj aranyfokozatát, egyúttal a Tudományos Tanács öttagú elnökségének is tagjává választották. Szerzője több mint 200 közleménynek és egy nagyobb terjedelmű kézikönyvnek. 1956. július 24-én, Budapesten hunyt el nyelvrák, szívizom elfajulás következtében.
Cikkei és tanulmányai a Berichte der Deutschen Chem. Gesellschaft, a Zeitschrift für physiol. Chemie, a Jahresbericht über Gärungschemie und Gärungsorganismen s a Zentralblatt für Physiologie-ban (melyeknek rendes referensük), a Vegyészeti Lapokban, Erdészeti Lapokban s az Urániában jelentek meg. A Biochemisches Handlexikon köteteiben a következő cikkei vannak: Stärke, Dextrine, Inulne, Cellulosen, Stickstoffhaltige Kohlenhydrate, Alanin, Leucin, Schwefelhaltige Aminosäuren, Histidin, Prolin, Oxyprolin, Indol und Indolabkömmlinge, Kohlenhydrate. A Handbuch der bíochem. Arbeismethoden-ban (1912-1913); Darstellung und Nachweis der Glukoside. Darstellung, Gewinnung, Nachweis u. Bestimmung der höheren Kohlenhydrate)

## Munkái
- Vizes oldatok felületi feszültségéről (doktori értekezés). Bpest, 1904.
- Vizes oldatok felületi feszültségéről. Bpest, 1907. (Kny. a Math. és Term. Értesítőből, a M. Chemiai folyóiratból s az Annalen der Physik-ből.)
- A kaliumpermanganat hatása a czellulózéra. Bpest, 1907: (Kny. a Math. és Term. Ért.-böl.)
- Erdei fák leveleinek nitrogén tartalmáról. Bpest. 1908, (Kny. u. onnan.)
- Verhalten der Cellobiose u. ihres Osons gegen einige Enzyme (Fischer Emillel együtt). Berlin, 1909-10. (Kny. a Liebig's Annalenból. Magyarul a M. Ch. folyóiratban 1909.)
- Synthese der inaktiven α,δ-Diamino valleriansäure und des Prolnis (Fischer Emillel együtt). Bpest, 1909. (Kny. a Berichte der deutschen Chemischen Gesellschaft-ból. Magyarul M. Chem. Folyóirat. 1909.).
- Fából készített czukor és alkohol. Bpest, 1910.
- Synthese der beiden optisch aktiven Proline. Bpest, 1910. (Fischerrel együtt), (Kny. a Berichte der deutschen Chemischen Gesellschaft-ból. Magyarul M. Chem. Folyóirat 1911.)
- Neue Synthese von Amino-oxysäuren u. von Piperidon-Derivaten (Fischerrel együtt). Bpest, 1910. (Kny. a Berichte der deutschen Chemischen Gesellschaft-ból).
- Übers-Amino α-guanido-capronsäure (Fischerrel együtt). Bpest, 1910. (Kny. a Berichte der deutschen Chemischen Gesellschaft-ból).
- Nachhang u. ezen tanulmányhoz (Bpest).
- Einige Derivate der Cellobiose (Fischerrel együtt). Bpest, 1911. (Kny. a Berichte der deutschen Chemischen Gesellschaft-ból).
- Studien über die Polysaccharide spaltenden Fermente in Pilzpressaften (Pringsheim Hans-szal együtt). Bpest, 1909. (Kny. a Zeitschrift für physiologische Chemieből.)
- Az ureáz ipari alkalmazását czélozó kísérletek. Budapest, 1912. (Kny. a Vegyészeti Lapokból. Németül a Z. für angewandte Chemie-ben. 1912.)
- Über die Verbreitung der Urease bei höheren Pflanzen. Berlin, 1912. (Kny. a Z. für physiol. Chemie-ből.)
- Beiträge zur chemischen Zusammensetzung der Korksubstanz. Berlin, 1913. (Kny. a Z. für phyxiol. Chemie-ből. Magyarul az Erdészeti Kísérletekben, 1913.)
- Beiträge zur partiellen Hydrolyse der Cellulose. Berlin, 1913. (Kny. a Z. für Phyziol Chemie-ből. Magyarul Erdészeti Kisérletek, 1913.)
- Uber die Gentiobiose. Berlin, 1913. (Kny. a Z. für Phyziol Chemie-ből.).
- Verhalten des Emulsins in Gegenwart von Pyridin. Berlin, 1913. (Kny. a Z. für Phyziol Chemie-ből).
- Az enzímek és gyakorlati alkalmazásuk. K. M. Természettud. Társ., Budapest, 1915.
- A Magyar Tudományos Akadémia hatása a kémiai tudományok fejlődésére. MTA, Budapest, 1926.
- A Berthelot Marcelin tudományos kutatásai. Budapest, 1929.
- Szerves kémia, 1952.